# Camopi (gemeente)
Camopi is een gemeente in Frans-Guyana. De gemeente telde 2.168 inwoners op 1 januari 2022. De naamgevende hoofdplaats van de gemeente is gelegen is aan de samenvloeiing van de Camopi met de Oyapock die de grens vormt met de Braziliaanse deelstaat Amapá. Het gebied wordt bewoond door de inheemse volken van de Wayampi en Teko.

## Geschiedenis
Het gebied werd oorspronkelijk bewoond door de inheemse Wayampi-stam. In 1738 stichtten de jezuïeten een missie aan de rivier Oyapock, maar de komst van de Europese zendelingen bracht Europese ziektes mee. In 1763 verlieten de jezuïeten de kolonie, en de stam verspreidde zich vervolgens over een groot gebied.
Gedurende de 18e en 19e eeuw verhuisde het Teko-volk, dat door de Fransen Émerillons (kleine valken) werden genoemd, vanuit hun berggebied tussen de Approuague, Tampok en Camopi naar het gebied aan de Oyapock en vanaf 1830 was er een overlap, maar beide Tupi-stammen bleven geïsoleerd. Contact met blanken, Aluku-marrons, en Caribische volken, als de Karaïben en de Wayana die als oude vijanden van de Tupi werden gezien, werd gemeden.
In de jaren 1930 wilden Frankrijk en Brazilië duidelijke grensafspraken maken en werd het gebied weer verkend. In de jaren 1960 werd geprobeerd de stammen te concentreren in grote dorpen met scholen en medische voorzieningen. Er werden granmannen geïnstalleerd volgens de Marron-hierarchie, maar het concept werd niet begrepen.
In 1969 werd de commune (gemeente) Camopi gesticht, maar in 1970 werd besloten het gebied van de buitenwereld af te sluiten vanwege spanningen. Garimpeiros (Braziliaanse goudzoekers) probeerden het gebied binnen te dringen. Om grenzen te bewaken werd een regiment van het Frans Vreemdelingenlegioen in Camopi geïnstalleerd.
In 2013 is het gebied weer ontsloten en wordt mondjesmaat toerisme toegestaan. De vestiging van de inheemsen in één groot dorp is niet geslaagd. In 2010 waren er 45 kleine gehuchtjes en de meerderheid had Camopi inmiddels verlaten. Het gebied kon alleen bereikt worden met de boot. De luchthaven Camopi was oorspronkelijk beperkt toegankelijk. In april 2021 werd het vliegveld opengesteld voor reguliere lijnvluchten van en naar Cayenne-Félix Eboué.

## Trois Sauts
Trois Sauts, (Portugees: Três saltos) ook: Ɨtu Wasu (2° 15′ NB, 52° 52′ WL) is een cluster van dorpen tegen de grens met Brazilië en is in de jaren 1950 gesticht. Het is vernoemd naar een grote waterval die een barrière vormt tussen het Franse en Braziliaanse gedeelte van de Oyapock. De naam berust op een misverstand, want de waterval heeft vier trappen in plaats van drie. De dorpen ten zuiden van de waterval zijn pas in 1969 gesticht. Trois Sauts is alleen toegankelijk met toestemming van de prefectuur en vereist een reis van minstens twee dagen per boot. De cluster had ongeveer 590 inwoners in 2012.

## Galerij

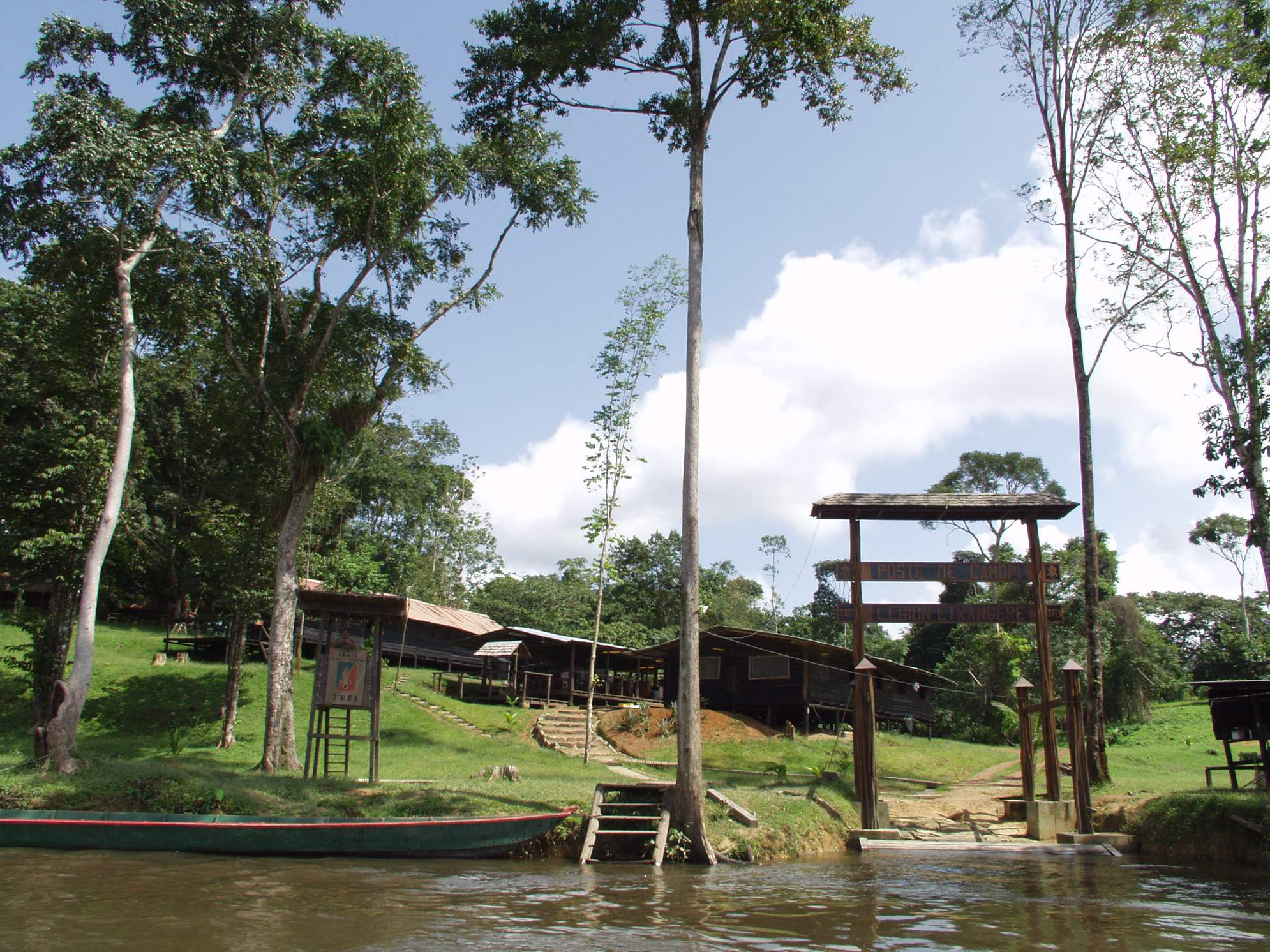
3e Infanterieregiment
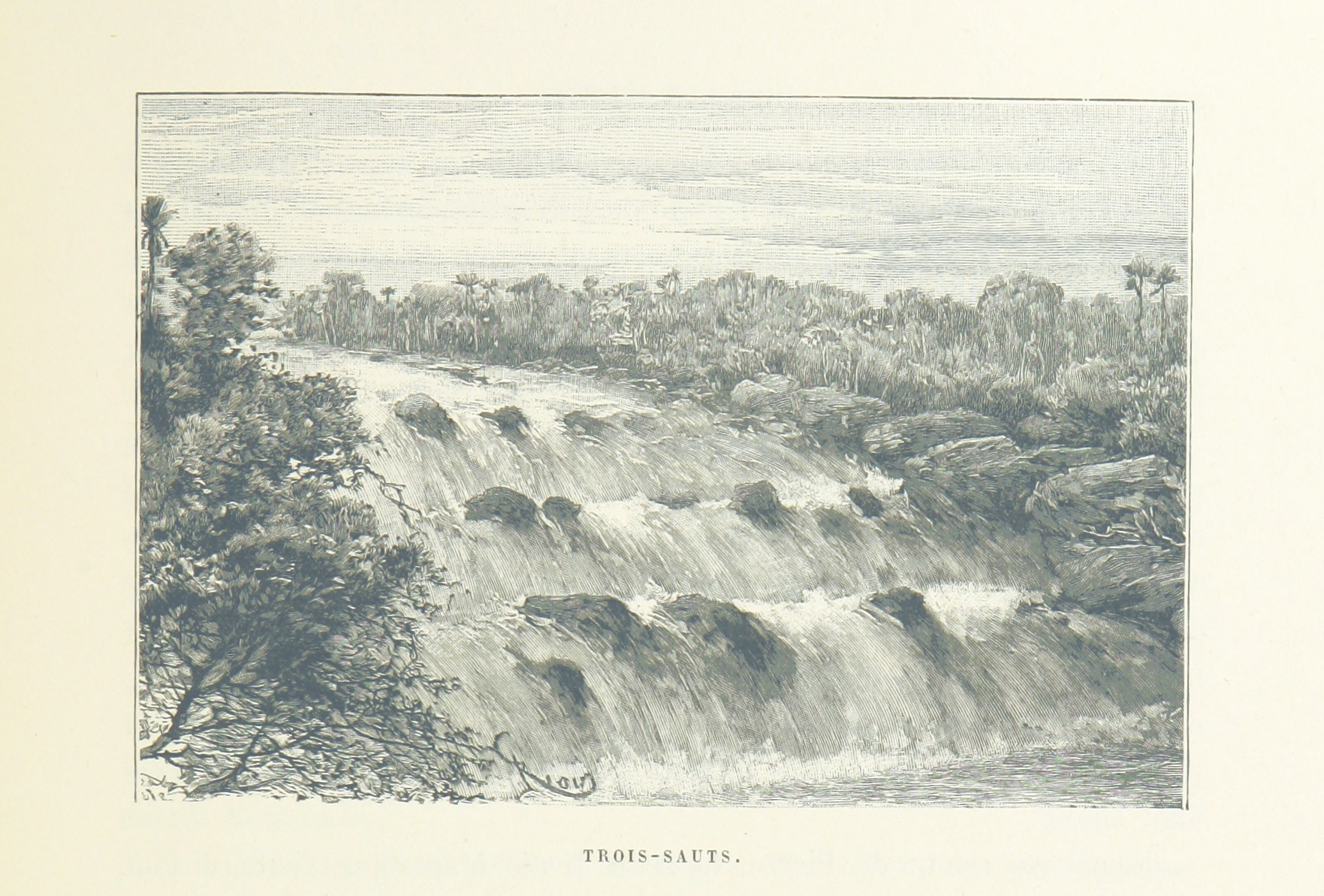
Tekening van de Trois Sauts watervallen (1893)